# National Book Festival
Das National Book Festival ist ein seit 2001 jährlich im Herbst durch die Library of Congress organisiertes Literaturevent in Washington, D.C. auf der National Mall. Maßgeblich ist auch das Institute of Museum and Library Services (IMSL) beteiligt. Schirmherrin und Mitbegründerin war die ehemalige First Lady der Vereinigten Staaten, Laura Bush, die bereits durch das von ihr 1995 mitbegründete Texas Book Festival Erfahrungen hatte, seit 2009 danach die First Lady Michelle Obama.

## Themenpavillons
Das Festival, das keine Buchmesse ist, soll Leser und Autoren zusammenbringen. Es ist in Themenpavillons gegliedert, die jeweils von der freien Wirtschaft gesponsert werden, in 2010 mit den Themen: Children (Kinderbücher), Fiction & Mystery, Contemporary Life, History & Biography, Poetry and Prose, Teens & Children. Eine Ausnahme bildet der Bereich Dichtung, der seit 2005 von der National Endowment for the Arts finanziert wird.
Das Festival bietet neben den Autorenlesungen über Festival Video Webcasts und Festival Audio Podcasts auch eine über das Internet mögliche Abstimmung über die besten amerikanischen Schriftsteller und Dichter. 2010 waren die gewählten besten Zehn:
- Diana Gabaldon
- John Grisham
- Karin Slaughter
- David Baldacci
- David McCullough
- Suzanne Collins
- Dana Stabenow
- Neil Gaiman
- Lois Bujold
- George Martin

## Internationale Autorenbeteiligung
Erst in den letzten Jahren werden neben den rund 70 amerikanischen Autoren auch international umstrittene Schriftsteller wie Salman Rushdie (2008) oder Orhan Pamuk (2010) eingeladen. Am 25. September 2010, dem 10. Festival, waren auch Isabel Allende, Linda Sue Park, Katherine Paterson, Jane Smiley, Scott Turow und Gordon S. Wood vertreten.

## Besucherzahlen
Das Festival startete 2001 mit rund 30.000 Besuchern. 2010 betrug die Besucherzahl rund 150.000 Besucher.